# 信義玻璃
信義玻璃控股有限公司（港交所：868）是中國大陸玻璃產業鏈的主要製造商之一，從事生產及銷售浮法玻璃、汽車玻璃和建築玻璃等領域，汽車生產商福特汽車、通用汽車、大眾汽車、奇瑞汽車、宇通集團、福田汽車等也是它的客戶。它在1988年成立，總部設在香港，在2005年於香港交易所上市。

董事长李賢義1952年6月出生于福建泉州。
土地註冊處資料顯示，由信義玻璃（868）持有的元朗福喜街95至99號全幢工廈，於2012年4月以2.085億元售出，獲利1.757億元。買家登記為雅潔洗衣，為太古集團旗下公司。該廈共150,389方呎樓面，以成交價計，平均呎價1,386元。
2012年7月30日信義玻璃斥資3.786億元購入新地（0016）旗下的葵涌九龍貿易中心28樓和29樓連12個車位，以物業每層面積26,292方呎計算，呎價達7.2。
2014年11月，該公司以每股0.65港元，收購正美豐業，總代價為2.21億港元，其後在2014年12月29日失效。
2021年6月28日上午，信义玻璃江门（鹤山）动工仪式在广东省江门市鹤山市址山镇举行。